# Lagunilla, Hidalgo
Lagunilla är en ort i Mexiko.   Den ligger i kommunen Omitlán de Juárez och delstaten Hidalgo, i den sydöstra delen av landet, 100 km nordost om huvudstaden Mexico City. Lagunilla ligger 2 183 meter över havet och antalet invånare är 118.
Terrängen runt Lagunilla är huvudsakligen kuperad, men västerut är den bergig. Terrängen runt Lagunilla sluttar norrut. Runt Lagunilla är det mycket tätbefolkat, med 1 361 invånare per kvadratkilometer. Närmaste större samhälle är Pachuca de Soto, 14,5 km sydväst om Lagunilla. I omgivningarna runt Lagunilla växer i huvudsak blandskog.